# تعاونية فنون الديوراما

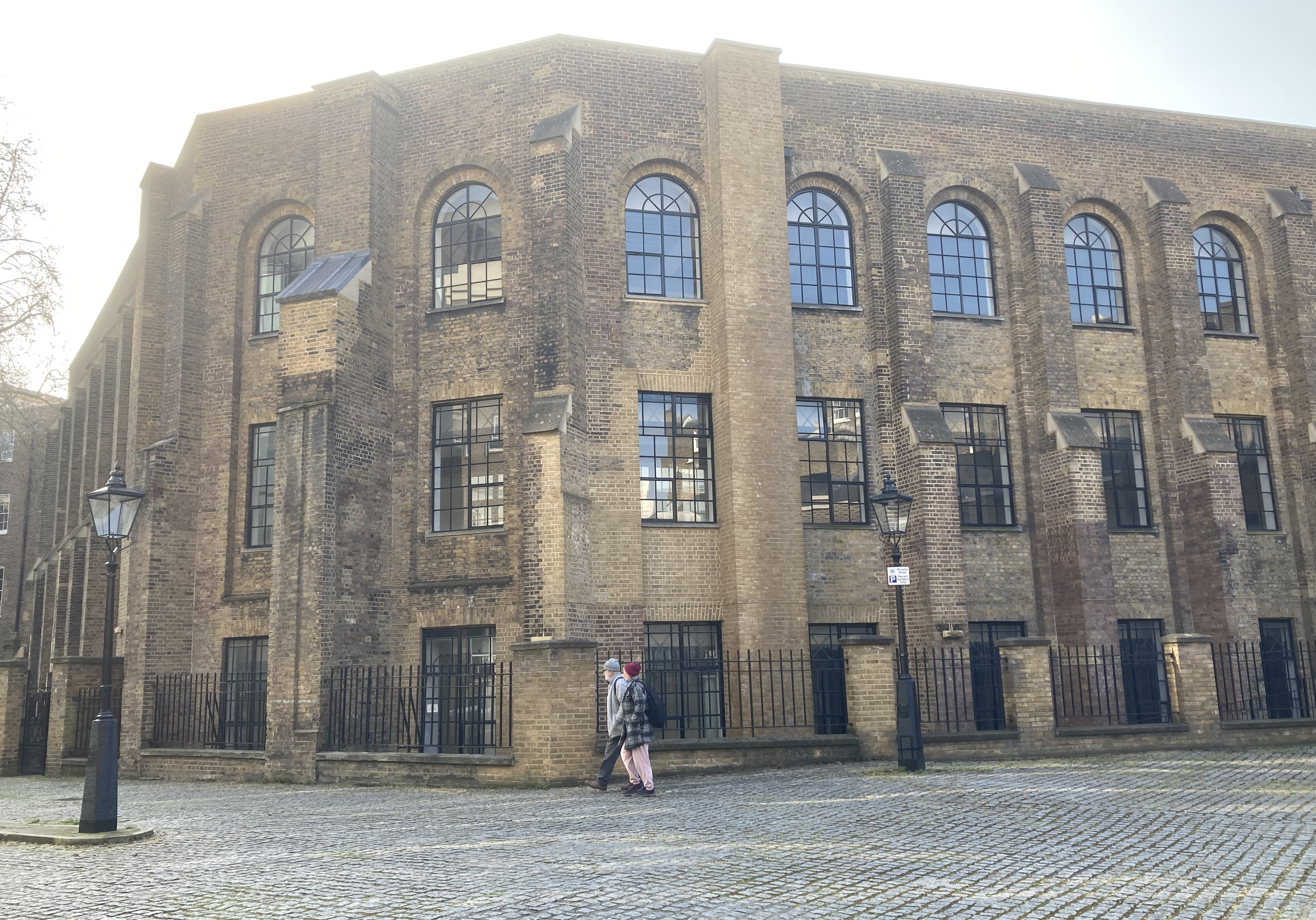
الديوراما في بيتو بليس

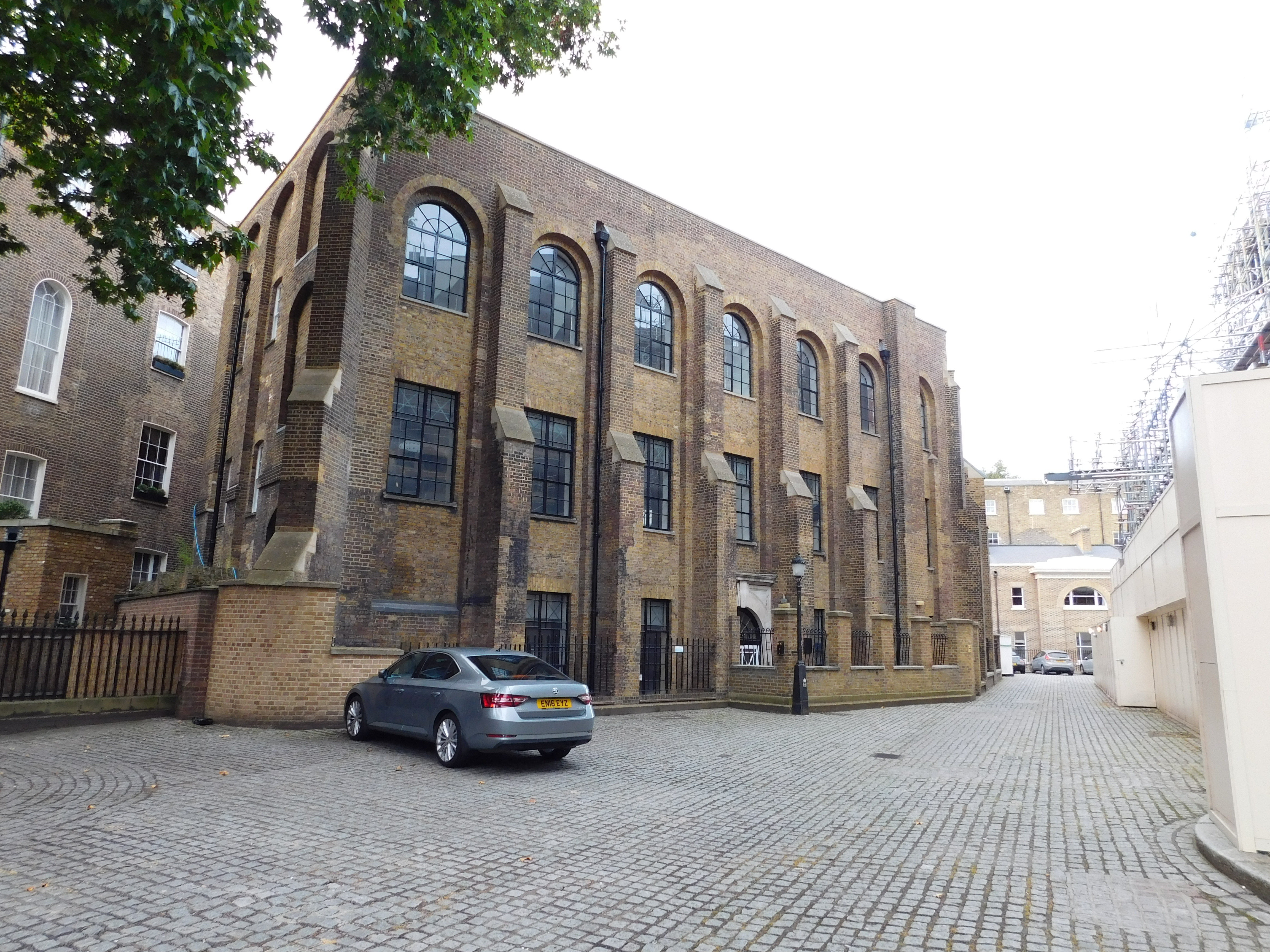
الجزء الخلفي من مبنى 18 بارك سكوير إيست (المعروف سابقًا باسم ديوراما) في شارع بيتو، لندن

جمعية ديوراما للفنون التعاونية هي مزيج من الممثلين، والفنانين، والراقصين، والمصممين، والصحفيين، والموسيقيين والمعالجين الذين استخدموا مسرح ديوراما في ريجنتس بارك (لندن) بين عامي 1976 و1992. في سبتمبر 1981، تأسست مركز ديوراما للفنون كمؤسسة خيرية.
وفقًا لمؤسسة مسارح ترست، "في سبعينيات القرن العشرين، أنشأت المجموعة الفنية مسرحًا صغيرًا داخل مركز فني حيوي، يُعرف على نطاق واسع بأنه مكان للفنون والحرف والمسرح والحفلات الموسيقية والمزيد." قال كتاب مشروع فنون الديوراما، "فنون الديوراما هي مجموعة فنية مجتمعية تهتم بشكل خاص بالمعوقين والمحرومين، والتي تخطط لتحويل مبنى ديوراما في ريجنتس بارك لاستخدامه كمقر لها."
في عيد الميلاد عام 1992، غادر مركز ديوراما للفنون المبنى؛ حيث نقل ملاك المبنى، وهم مفوضو العقارات التابعة للتاج ومجلس كامدن، المنظمة إلى تطوير جديد قريب في شارع أوسنابورغ. يواصل مركز ديوراما للفنون القديم، الموجود الآن في حرم ريجنتس بليس، العمل الخيري.

## الجدول الزمني

### مبنى
المبنى الذي تمت الاستيلاء عليه من قبل DAC ق. 1976 استخدام في الأصل بواسطة لويس داجير، رائد التصوير الفوتوغرافي. صمم الديوراما بواسطة جون أروزسميث وبناها مورجان وبوجين، وقد عرضت لوحات داجير وبوتون. كان المبنى المبني من الطوب متعدد الأضلاع، وواجهته مرئية في صف طويل من المباني التي تعود إلى عصر ريجنسي والتي صممها جون ناش. يتألف الشكل الشعبي قصير الأمد للترفيه البصري من مشاهد مرسومة تمت إضفاء طابع درامي عليها باستخدام الإضاءة والمؤثرات الأخرى. كتب الفنان جون كونستابل، الذي حضر العرض الأول في سبتمبر 1823، إلى صديقه رئيس الشمامسة فيشر: "إنها جزئيًا عبارة عن شفافية، حيث يكون المتفرج في غرفة مظلمة، وهي ممتعة للغاية ولها وهم كبير..."
إغلق ديوراما داجير في عام 1848 بسبب انخفاض الدخل، وبحلول عام 1854 تم تحويلها إلى كنيسة معمدانية. أغلقت الكنيسة في عام 1922 وتمت الاستيلاء عليها من قبل الصليب الأحمر، الذي انضم إلى مستشفى ميدلسكس. خلال عشرينيات القرن العشرين، صمم توماس بول المثمن في الديوراما؛ وركب حوض علاج مائي للروماتيزم، وغادر المستشفى المبنى بحلول عام 1964. في عام 1965، نقلت كلية بيدفورد أقسام الجغرافيا وعلم الحيوان والبحوث الاجتماعية؛ وغادرت الكلية ق. 1974. استخدام الشكل الداخلي للمثمن من قبل DAC، وسمي مقهى مقيم باسمه لاحقًا.

### من 1976 إلى 1981
بحلول عام 1976 تقريبًا، تولت جمعية تعاونية فنية إدارة الديوراما. وفقًا لمقال في مجلة نيو ستيتسمان، "منحت التاج عقود إيجار سنوية لبعض معالجي عُسر القراءة الذين استخدموا الموسيقى والدراما؛ وامتلأ المبنى تدريجيًا بالفنانين ومجموعات العلاج الذين دفعوا إيجارات صغيرة (لتغطية تكاليف الصيانة) للمجموعة التي أصبحت تُعرف باسم ديوراما آرتس." يتذكر الشاعر ومعالج الدراما لاري بتلر مشاركته: "قبل مجيئي إلى غلاسكو عام 1981، كنت مؤسسًا ومديرًا لجمعية ديوراما آرتس التعاونية، ومديرًا لمؤسسة بلاي سبيس ترست ومسرح ماتش بوكس."
كتبت هازل كاري، العضوة السابقة في فرقة ماتش بوكس ثياتر، في كتابها "أوبونتو: حياتي في الآخرين"،
ذكر موقع كامدن الخاص بي الإلكتروني، "في أواخر السبعينيات، اتخذ الفنانون والمؤدين مقرًا لهم في مبنىالديوراما بجوار ريجنتس بارك، حيث عملوا على تطوير نهج تعاوني للفنون والتعليم والعلاج وفنون الإعاقة."

### من 1981 إلى 1992
بعد طلب من مفوضي العقارات التاجية (CEC)، تأسس مركز ديوراما للفنون كمؤسسة خيرية وشركة في 15 سبتمبر 1981؛ وفي عام 1982، تمت إضفاء الطابع الرسمي على اتفاقية الإيجار. حتى ذلك الحين، كان الإيجار السنوي حوالي 25 جنيهًا إسترلينيًا.
في عام 1983، واجهت المجموعة خطر الإخلاء؛ وسعت شركة Greycoats Estates، بالنيابة عن لجنة الانتخابات المركزية، إلى إعادة تطوير الديوراما وتحويلها إلى مكاتب. حاربت DAC محاولة الإخلاء، وفازت بالقضية في عام 1984 بعد تحقيق عام أجرته وزارة البيئة.
بمساعدة "خدمة إعادة استخدام المباني الصناعية" التابعة لشركة URBED (التخطيط الحضري والبيئة والتصميم المحدودة) بحلول فبراير 1984، شكلت الديوراما ثقة الفنون لاقتراح مخطط أدى إلى إنشاء صندوق بقيمة 4 جنيهات إسترلينية مليون دولار من جهود جمع التبرعات حتى عام 1984 وما بعده.

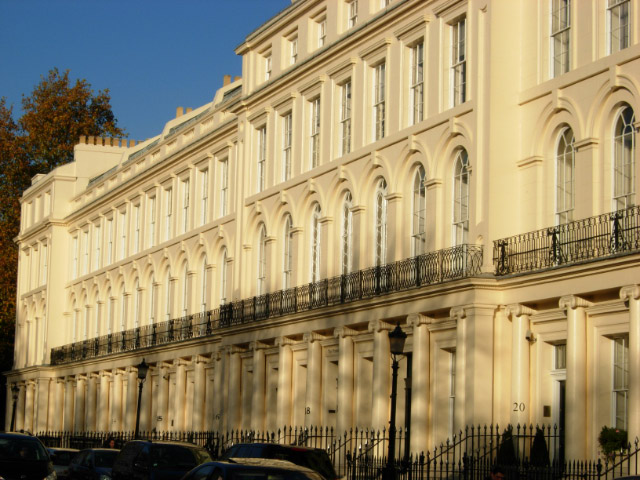
الأرقام من 13 إلى 24 والسور المرفق بها من ديوراما، ملحق كلية بيدفورد (2007)

وافقت فرقة CAST (مسرح الشعارات الكرتونية النموذجية، بقيادة رولاند مولدوون ) على أن تصبح عضوًا فيالديوراما Arts في يونيو ويوليو 1984. في أغسطس 1984، بدأت لجنة الانتخابات المركزية استئنافًا لإلغاء فشل مجلس كامدن (CC) في السماح بتجديد الديوراما. رفض مدير التخطيط والاتصالات في CC طلب التخطيط الذي قدمته شركة هانتر وشركاه نيابة عن CEC في أغسطس 1986.
يحتوي الأرشيف الوطني على كتالوج "ديوراما ريجنتس بارك" الذي يغطي الفترة من 1 ديسمبر 1985 إلى 31 ديسمبر 1988. يشير موقع مكتبة الكتب إلى "مراسلات مؤسسة ديوراما للفنون من مايو 1986 إلى أكتوبر 1990": "مراسلات من مؤسسة ديوراما للفنون (التي كان دينيس لاسدون أحد رعاتها) بشأن مستقبل مبنى ديوراما التاريخي في ريجنتس بارك."
في 25 يناير 1990، عقدت مؤسسة ديوراما للفنون مؤتمراً صحفياً تضمن بياناً صحفياً وقائمة بأعضاء المؤسسة وردود الأفعال على خطط المؤسسة للحفاظ على الديوراما. وفقًا لموقع "أولد ديوراما"، "... يجمع مركز ديوراما للفنون المحدود مجموعة واسعة من الأنشطة الفنية المنظمة بطريقة تُمكّنه من توفير مبنى عام مُموّل ذاتيًا مُخصص للفنون. ولم نتمكن من إنقاذ المبنى من الإهمال والإهمال والهدم إلا بعد سنوات من الحملات في المحاكم والمجتمع المحلي." في عيد الميلاد عام 1992، غادر مركز ديوراما للفنون المبنى حيث نقلته لجنة التعليم المجتمعي ومجلس المدينة إلى مشروع تطوير جديد في شارع أوسنابورغ القريب.

## موسيقى
كتب إلفيس كوستيلو في أغنيته " عرض لندن الرائع "، "إن الديوراما الجميلة هي في الواقع جزء من الدراما، كما أعتقد". بدأ عازف الإيقاع جون كيليهور من مسرح ماتش بوكس استوديو موسيقي حوالي عام 1976، واستمر حتى عام 1984، وأطلق عليه فيما بعد اسم وحدة أبحاث موسيقى الإيقاع ديوراما. خلال فترة عمله في ديوراما، واصل كيليهور كتابة الموسيقى للرقص والدراما والمسرح. ومن خلال مشاركته في مسرح الرقص المعاصر في لندن، جاء الدعم المبكر من المؤسس المشارك والرئيس التنفيذي روبن هوارد. أدى مؤتمر "العديد من طرق الحركة" لعام 1977 إلى أن يصبح الديوراما مركزًا لشبكة حركة الرقص البديلة.
بين عامي 1976 و1992، كان من بين الموسيقيين الذين عزفوا في الديوراما:
- لعب نيك كيف وباد سيد في 30 أكتوبر 1984.[34] وكان هذا الظهور الثالث لكيف. ومن بين المؤدين الآخرين ليديا لانش وجيسامي كالكين.[34]
- قدمت فرقة بو غاميلان عرضًا في صيف عام 1985، وتمت مراجعته في مجلة الأداء.[35]
- بيلي براغ، كجزء من جولة ريد ويدج، لعب في 11 يناير 1986.[36] وشمل الأداء المفيد Skint Video.[37]
- أقيمت فعاليات موسيقى الرقص والرقص في عامي 1989 و1990، والتي تضمنت فرق آرك وكريزي فيت وكارما ومينيس ومشروع 679 ونادي توم توم.[38][39][40][41][42][43]
- سجلت فرقة برج الجحيم ألبومها كاديش فيالديوراما في عام 1991: "كنا نعلم أننا يجب أن نحصل على صوت أسطوري وديني وكنا نعلم من اللعب هناك أنالديوراما لديه صدى لمدة خمس أو ست ثوانٍ."[44]
- لعبت فرقة خطباء الشوارع المهووسين في ديسمبر 1991.[45]
- فرقة ذا بوغز: يجب أن تشاهدوا فرقة ذا بوغز،" يتذكر شيفرون. "إنهم الفرقة الأكثر شهرة في لندن حاليًا." في الثاني والعشرين من يونيو ذهب إلفيس إلى ديوراما في يوستون..."[46]
- انطلقت فرقة لندن الموسيقية من ديوراما في أواخر ثمانينيات القرن العشرين: "اتخذت الفرقة مقرًا لها في مكتب سيمون في ديوراما، ريجنتس بارك، ودرست مستقبلها دون قاعة. نُظمت الفعاليات في ديوراما، وريد روز، وإير جاليري، ومركز توم ألين في ستراتفورد، ولكن كان من الصعب العثور على مقر مناسب."[47]

## فن
ومن بين الفنانين الذين عرضوا أعمالهم في الديوراما:
- عرض رافائيل كلاين أعماله أربع مرات كجزء من معارض جماعية في أعوام 1989، 1990، 1991، و1992.[48]
- أقام تاي شان شيرينبيرج معارض فردية في عامي 1988 و1991.[49]
- في عام 1990، كجزء من معرض جماعي، عرضت كاثرين ياس أعمال مادونا.[50]
- كانت لوسي جونز جزءًا من معرض "خارج أنفسنا" الجماعي الذي أقيم عام 1990.[51]
- قامت فيليدا بارلو بتنظيم معرض "ثلاثة منحوتات"، وهو معرض جماعي أقيم عام 1992 وتضمن معرض "عبر حول.[52]
- في عام 1992، عرض روب رايان أعماله كأحد الفنانين المناهضين للمادة 28.[53]

## الدراما والفيديو والأفلام
بدأت فرقة مسرح جراي باستخدام المبنى كمساحة للتدريب في فبراير 1980 قبل عروضها في جامعة جيلدفورد في مايو من ذلك العام وجولة في الولايات المتحدة بعد ذلك بوقت قصير: نقلاً عن: "كان من المقرر أن يستغرق تجهيز العرض شهرين أو ثلاثة أشهر. كان بعض أعضاء فريق التمثيل يعملون بدوام كامل من التاسعة صباحًا إلى الخامسة مساءً، خمسة أيام في الأسبوع. ثانيًا، كانت إحداهن أمًا بدوام كامل، وثالثًا، كنا من مناطق مختلفة من بريطانيا." شمل مصورو الفيديو وصانعو الأفلام جاينور أوفلين وريتشارد لايزيل وكاثرين مينيل. في عام 1982، سجلت كوزي فاني توتي "ديوراما - تصوير حي لكوزي في الديوراما".
ضم معرض "الفن في خطر"، في عامي 1985 و1986، يحتوي أرشيف مسرح شرق لندن على صور نشرة فيالديوراما والتي يعود تاريخها إلى عام 1984. يعد عدد من العناصر الموجودة في الديوراما خلال الثمانينيات والتسعينيات جزءًا من مجموعة متحف بيل دوجلاس للسينما، بما في ذلك أرقام العناصر: 97928، 97933، 97934، 97939، 97944، 97945، 97947 و97949 من عام 1982 إلى عام 1992.
عقد منتدى لندن للأشخاص ذوي الإعاقة (LDF) أول اجتماع عام سنوي له في ديوراما في أبريل 1988؛ وفي ذلك الشهر، انطلق كباريه (سيُصبح لاحقًا "وورك هورس"). قدّم منتدى لندن للأشخاص ذوي الإعاقة معرض "خارج أنفسنا"، وهو معرض للفنون البصرية، في فبراير 1990. وفي يونيو من ذلك العام، قدّمت شركة شكل فنون عرض "كباريه مسرح بلا أعذار" لشركة من الممثلين ذوي الإعاقة مقرها ليفربول. قدّمت مجموعة الدراما الجماعية مومباسا رود عرضًا مسرحيًا بعنوان "الشيطان الأبيض" في مارس 1989 و"الباخوس" في أبريل 1990.

## أنشطة أخرى
كان لدى جمعية فيلادلفيا (PA) مكتب، وفي وقت لاحق، غرفة استشارات في الديوراما بحلول عام 1981؛ وأصبح هيلاري راندال وبول زيل من جمعية فيلادلفيا (PA) مديرين لجمعية DACL. كانت مجلة التواطؤ مقرها فيالديوراما في عامي 1982 و1983. تأسست المجلة على يد ستيف بيريسفورد وسو ستيوارد وديفيد توب في عام 1981، وكان محتواها الموسيقي يشمل التجريبي والعالمي والشعبي والعالمي. بعد خمسة أعداد، توقفت المجلة عن النشر في سبتمبر 1983.
كانت مجلة الأداء مقرها في ديوراما من عام 1982 إلى عام 1987: "بين عامي 1979 و1992، وثقت مجلة الأداء فترة استثنائية في تطور الفن في المملكة المتحدة. وبفضل أخلاقياتها المتمردة والبانك، جسدت مجلة الأداء مجتمعًا نشطًا للغاية من الفنانين والكتاب والجمهور الذين تجاوزوا التخصصات طوال أواخر السبعينيات والثمانينيات وبداية التسعينيات." كان لشركة الأزياء Slag استوديو في الديوراما من عام 1984 حتى إغلاقها عام 1992: "إنهم في الخامسة والعشرين من عمرهم تقريبًا، وليس لديهم أسماء معترف بها بخلاف Andy (هو) وAdie (هي) - مجتمعين Slag... يجلسون في غرفة عمل في مبنى غريب متهالك -الديوراما - ويبدو مكانهم مثل متجر تحف كرنفال، أو علية خلف الكواليس قبل الإغلاق النهائي. ولكن بعد ذلك، فإنهم ينتمون إلى ذلك الجيل الذي نشأ في مساحة لعب مليئة بالتشجيع على الإبداع..." كان لدى استوديو فيالديوراما منذ عام 1989: "في استوديو، يتمتع الأشخاص الذين يعانون من مشاكل نفسية بمكان للتعبير عن اهتماماتهم وقدراتهم من خلال الفن... خلف واجهته التي تعود إلى فترة ريجنسي، يخفي الجزء الداخلي من ديوراما خلية من النشاط بما في ذلك مقهى (المثمن)، ودروس تاي تشي، وموسيقيين من جميع الأنواع". قدم رسامو الجسد الجدد عرضًا في يوم العمال في ديوراما عام 1990.

## روابط خارجية
- موسيقى مضيئة
- منشورات بلاي سبيس